# FTSV Komet Blankenese
FTSV Komet Blankenese is een Duitse sportclub uit de stad Hamburg en is vertegenwoordigd in de stadsdelen Iserbrook en Blankenese. De club is actief in onder andere dansen, fitness, tafeltennis, triathlon, turnen, voetbal, volleybal en zwemmen.

## Geschiedenis

### Voorgangers
Op 7 mei 1907 werd de arbeidersclub FT Blankenese opgericht. In 1912 werd er ook met een voetbalafdeling begonnen. Na de Eerste Wereldoorlog promoveerde de club enkele keren op rij en bereikte in 1924 de hoogste klasse van het arbeidersvoetbal.
In 1909 werd SV Komet von 1909 opgericht in Groß Flottbek, toen nog een zelfstandige gemeente. In 1920 werd de club kampioen van de arbeiderscompetitie van Hamburg-Altona. In 1923 nam de club aan de eindronde om de Duitse arbeiderstitel deel en verloor in de halve finale van Alemannia 22 Berlin.

### FTSV Komet
In 1925 fusioneerden FT Blankenese en SV Komet 1909. In 1927 werd Blankenese een stadsdeel van Altona en in 1938 van Hamburg. Dit maakte de club echter niet meer mee. Nadat de Nationaalsocialistische Duitse Arbeiderspartij aan de macht kwam in 1933 werden alle arbeidersclubs in Duitsland verboden.
In juli 1945 werd de club heropgericht onder de huidige tenaamstelling. Op 22 februari 1946 fusioneerde de club met Dockenhudener SV von 1924. De club speelde een aantal seizoenen in de derde klasse en maakte in 1957 kans op promotie, maar verloor in de beslissende wedstrijd voor 17.000 toeschouwers van HEBC. Eén jaar later slaagde de club er wel in om te promoveren. De club speelde tot 1961 in de tweede klasse. Door de invoering van de Bundesliga belandde de club al snel in de lagere reeksen en in 1974 degradeerde de club al naar de zevende klasse.
Langzaam klom de club weer omhoog en speelde in de jaren tachtig voornamelijk in de vierde klasse, maar inmiddels is de club weer weggezakt naar de onderste regionen van het Duitse voetbal.